# 倉光泰子
倉光泰子（／ Kuramitsu Yasuko，1983年—），日本女編劇，埼玉縣出身。

## 經歷
倉光泰子自幼喜愛電影，就讀高中時看到中島丈博編劇的半自傳式電影《祭典的準備》後對編劇產生興趣，進而想成為編劇。就讀東京藝術大學時期學習導演及編劇領域，畢業後於電影製作公司擔任經理一職，並執筆電玩遊戲的劇本。
2014年，倉光參加富士電視台舉辦的第26回富士電視台青年劇本大獎，並從1807件作品中脫穎而出，以劇本作品《隣のレジの梅木さん》獲得最高大獎，而同作亦拍攝成電視劇，由馬場園梓主演。

## 編劇作品
- 隣のレジの梅木さん（2014年12月22日，富士電視台）
- Love Song（2016年4月 - 6月，富士電視台）
- 不好意思，我們明天要結婚（2017年1月 - 3月，富士電視台）
- 刑警弓神（2017年7月 - 9月，富士電視台）
- AI～我與她與人工智慧～（2017年10月2日、9日，富士電視台）
- 愛在香港（2017年10月，MBS）
- Good Doctor 善良醫生（2018年7月 - 9月，富士電視台）- 第1・2話
- tourist 
  - 第1話 曼谷篇（2018年9月29日，TBS）
  - 第2話 台北篇（2018年10月2日，東京電視台）
  - 第3話 胡志明篇（2018年10月8日，WOWOW）
- 醜聞專門律師 QUEEN（2019年1月10日 - 3月，富士電視台）
- ALIVE～癌症專門醫的病歷表～（2020年1月9日 - 3月19日，富士電視台）
- 今際之國的闖關者（2020年12月10日，Netflix）
- 救生圈 -朋友以上，不倫未滿-（2021年8月9日 - 9月27日，東京電視台）
- 凜子小姐想試愛（2021年10月19日 - 12月8日，TBS・MBS）
- 純愛不協和音（2022年7月14日 - 9月22日，富士電視台）
- PICU 小兒集中治療室（2022年10月10日 - 12月19日，富士電視台)
- 獻給國王的無名指（2023年4月18日 - 6月20日，TBS）
- 泥濘的食桌（2023年10月21日 - 12月16日，朝日電視台）

## 獎項
- 2014年度

第26回富士電視台青年劇本大獎（《隣のレジの梅木さん》）
- 2020年度

第9回 市川森一脚本賞（『ALIVE～癌症專門醫的病歷表～』）